# Bassaniodes clavulus
Bassaniodes clavulus es una especie de araña cangrejo del género Bassaniodes, familia Thomisidae. Fue descrita científicamente por Wunderlich en 1987.

## Distribución
Esta especie se encuentra en Canarias.